# 大戸瀬崎

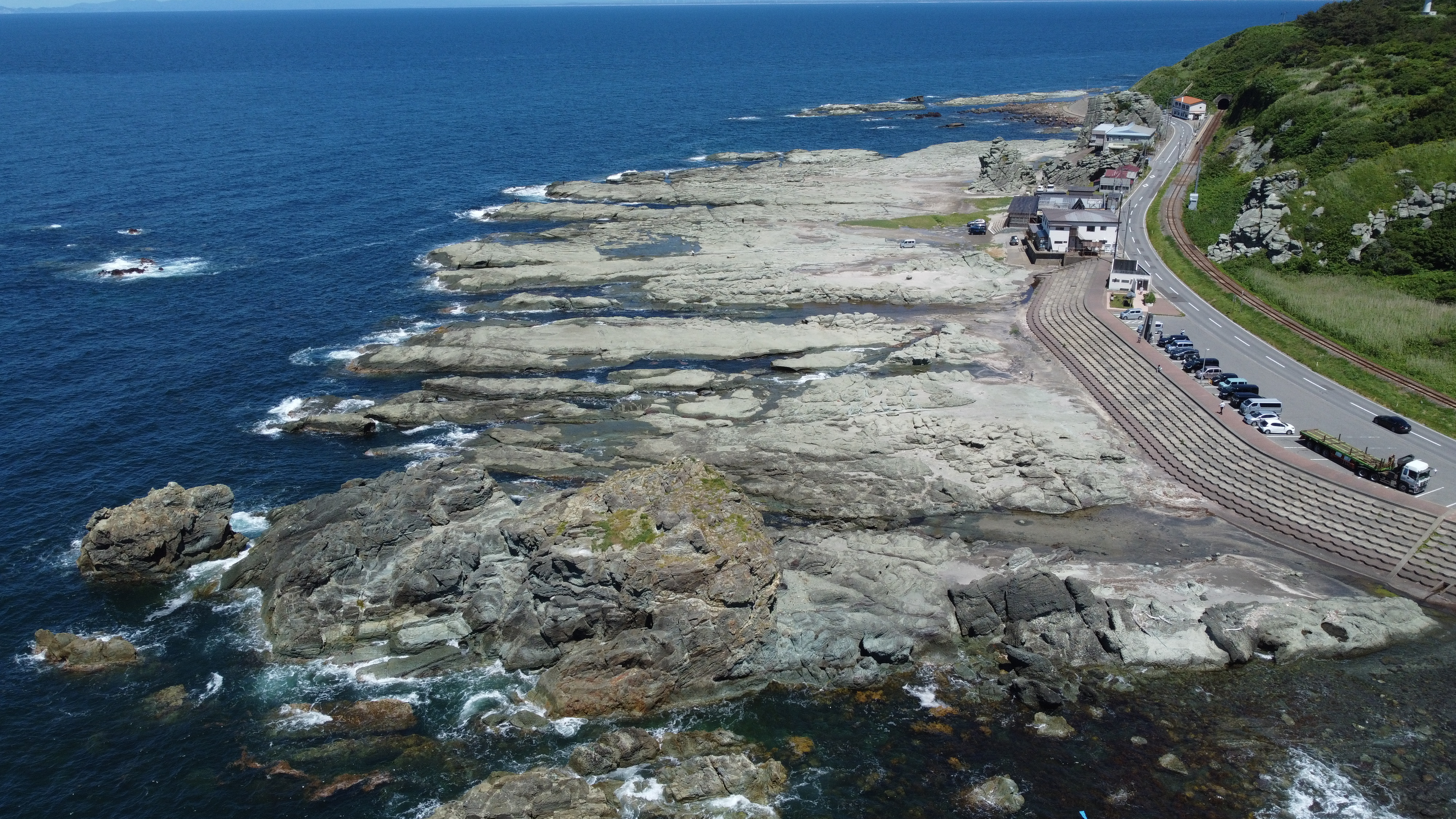
大戸瀬埼

大戸瀬崎（おおどせさき）は、青森県西津軽郡深浦町にある岬である。

## 概要
- 当崎は、深浦町北部に位置する。
- 当崎には、青森テレビ･青森朝日放送の地上アナログテレビ放送及び在青テレビ局の地上デジタルテレビ放送の大戸瀬中継局が置かれている。なお、ここでは深浦町北金ヶ沢地区に置かれていたNHK青森放送局のテレビ中継局についても併せて記述する。

## 岬周辺
- 国道101号
- JR東日本五能線千畳敷駅
- 弘南バス千畳敷駅前バス停
- 千畳敷
- 民宿おさらぎ荘
- 民宿望洋館
- 大戸瀬崎灯台
- 北金ヶ沢の追分碑

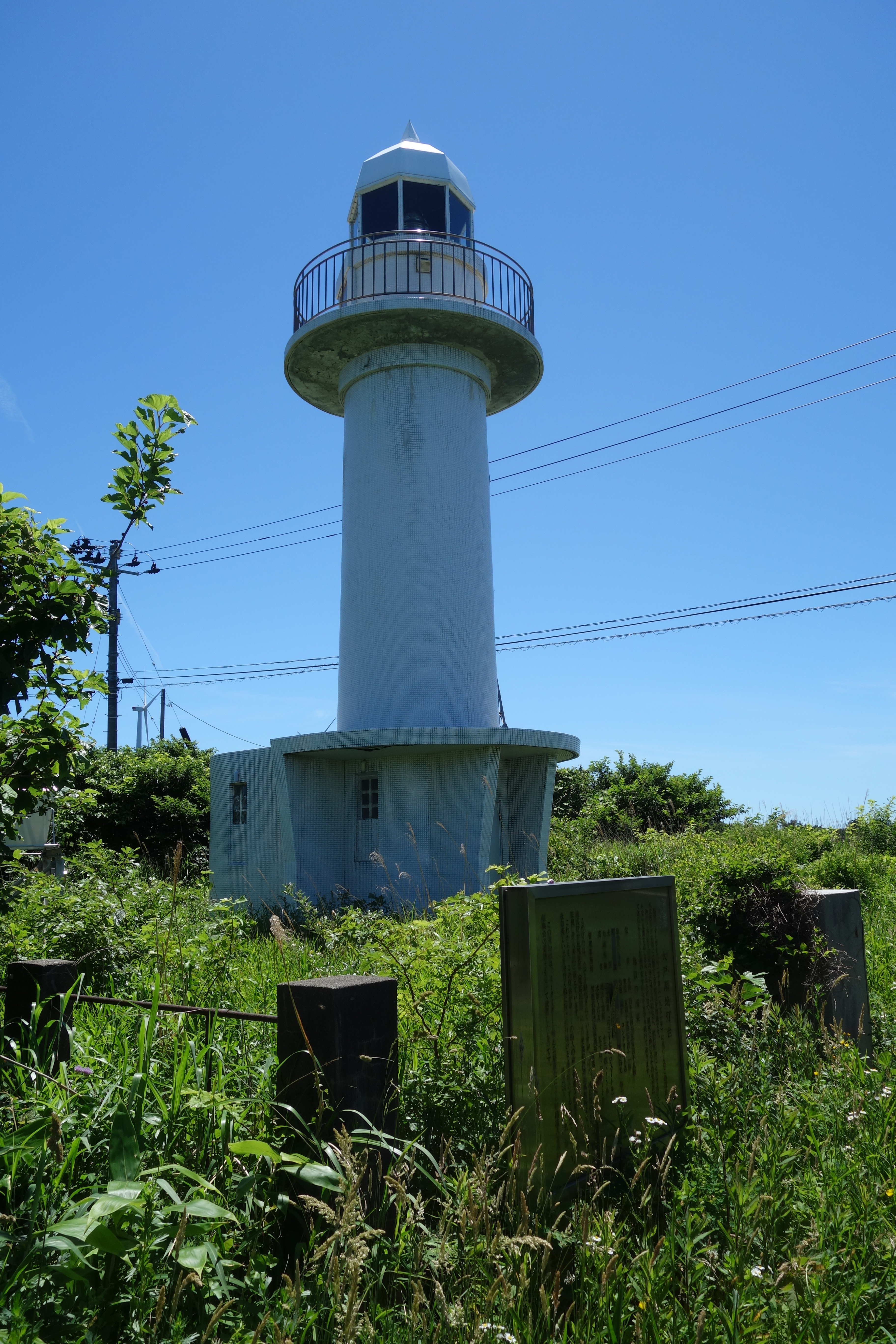
大戸瀬埼灯台

- 大戸瀬斎場 - 廃止。平成24年以降はふかうら斎苑に移転。
- 深浦町立大戸瀬中学校

## 中継局概要

### 大戸瀬デジタルテレビ中継局
| リモコンキーID | 放送局名          | 物理チャンネル | 空中線電力 | ERP  | 放送対象地域 | 放送区域内世帯数 | 開局日         |
| -------------- | ----------------- | -------------- | ---------- | ---- | ------------ | ---------------- | -------------- |
| 1              | RAB青森放送       | 26ch           | 300mW      | 3.7W | 青森県       | 約800世帯        | 2008年11月10日 |
| 2              | NHK青森教育テレビ | 18ch           | 300mW      | 3.7W | 全国         | 約800世帯        | 2008年11月10日 |
| 3              | NHK青森総合テレビ | 24ch           | 300mW      | 3.7W | 青森県       | 約800世帯        | 2008年11月10日 |
| 5              | ABA青森朝日放送   | 36ch           | 300mW      | 3.7W | 青森県       | 約800世帯        | 2008年11月10日 |
| 6              | ATV青森テレビ     | 25ch           | 300mW      | 3.7W | 青森県       | 約800世帯        | 2008年11月10日 |

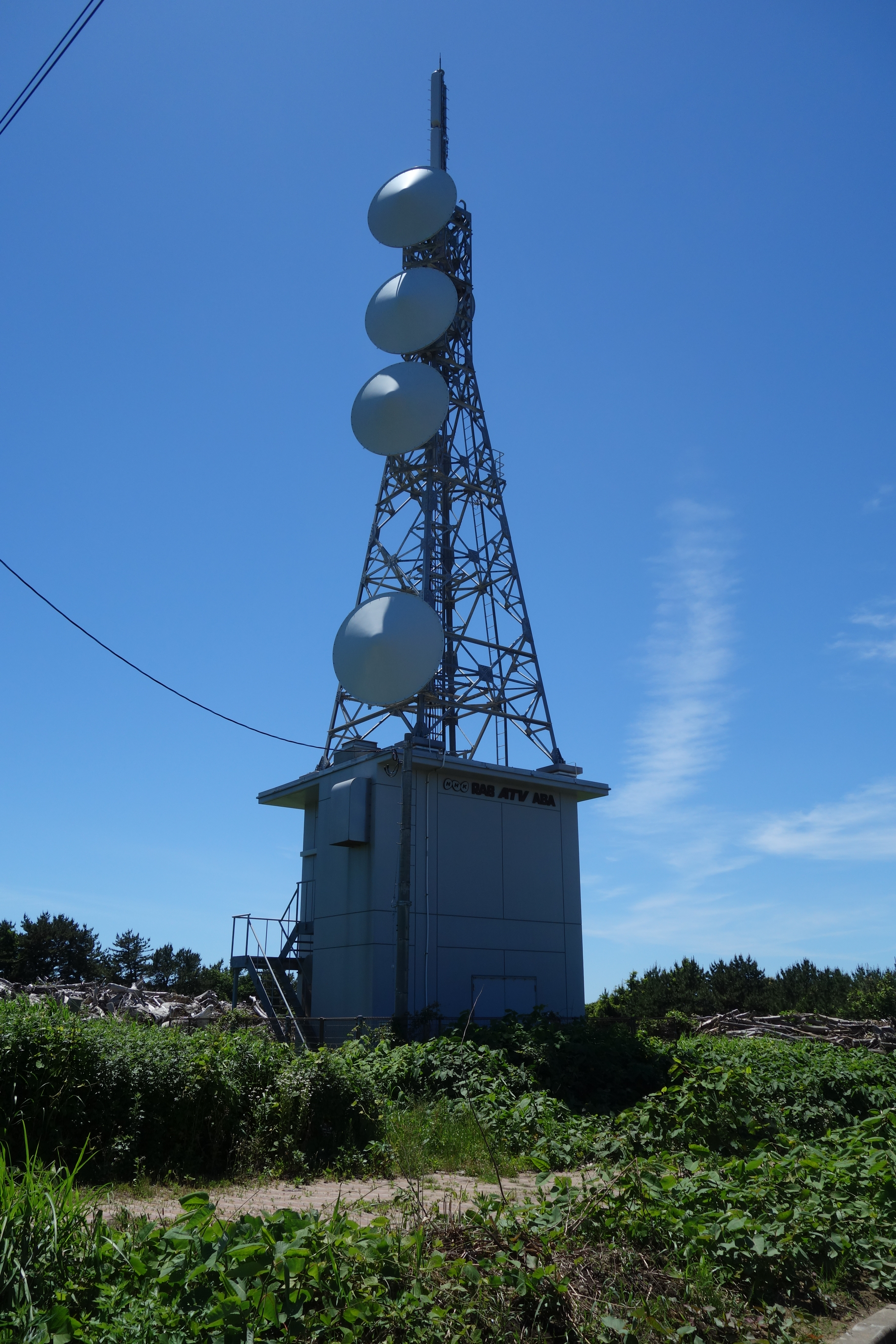
大戸瀬デジタルテレビ中継局

- NHK青森放送局と青森放送は、デジタル新局として開局した。
- 2008年（平成20年）8月26日に予備免許交付、10月17日から11月9日まで試験放送実施、11月6日本免許交付、11月10日本放送開始。

### アナログテレビ中継局
- 以下の中継局は、2011年（平成23年）7月24日をもってすべて廃止された。

#### 大戸瀬中継局
| 放送局名        | チャンネル | 空中線電力       | ERP             | 放送対象地域 | 放送区域内世帯数 | 開局日         | 廃局日        |
| --------------- | ---------- | ---------------- | --------------- | ------------ | ---------------- | -------------- | ------------- |
| ATV青森テレビ   | 20ch       | 映像3W 音声750mW | 映像44W 音声11W | 青森県       | 750世帯          | 1972年10月21日 | 2011年7月24日 |
| ABA青森朝日放送 | 22ch       | 映像3W 音声750mW | 映像44W 音声11W | 青森県       | 750世帯          | 1994年7月      | 2011年7月24日 |

- 放送エリアは、深浦町関地区から田野沢地区。
- NHK青森放送局及び青森放送は、五所川原中継局（中洲川山）からの電波を受信していた。
- また、当中継局は、風合瀬中継局（風合瀬崎）へ電波を中継する役割も担っていた。

#### NHK北金ヶ沢中継局
| 放送局名          | チャンネル | 空中線電力          | ERP               | 放送対象地域 | 放送区域内世帯数 | 開局日    | 廃局日        |
| ----------------- | ---------- | ------------------- | ----------------- | ------------ | ---------------- | --------- | ------------- |
| NHK青森教育テレビ | 49ch       | 映像500mW 音声125mW | 映像6.4W 音声1.6W | 全国         | 不明             | 1977年5月 | 2011年7月24日 |
| NHK青森総合テレビ | 51ch       | 映像500mW 音声125mW | 映像6.4W 音声1.6W | 青森県       | 不明             | 1977年5月 | 2011年7月24日 |

- 放送エリアは、深浦町北金ヶ沢地区周辺。
- 民放は、青森テレビ・青森朝日放送は大戸瀬中継局か青森送信所（馬ノ神山）を、青森放送は五所川原中継局（中洲川山）をそれぞれ受信していた。
- 地上デジタルテレビ放送は、非該当となったため、青森送信所などを受信することになった。